# 2019-es női vízilabda-világbajnokság
A 2019-es női vízilabda-világbajnokság a 14. a sportág történetében. A tornát az úszó-világbajnoksággal egyidőben Kvangdzsuban, Dél-Koreában rendezték július 14. és július 26. között. A címvédő az amerikai válogatott volt, amely sorozatban sorozatban harmadszor is megnyerte a világbajnoki címet, története során hatodszor. A magyar válogatott a negyedik helyen végzett.
A kiírás szerint a világbajnokság első helyezettje részvételi jogot nyert a 2020. évi nyári olimpiai játékokra. Mivel a győztes amerikaiak korábban már megszerezték a kvótát, a vb-ről a második spanyolok kvalifikáltak a tokiói játékokra.
A magyar válogatott a csoportkörben 64–0-ra verte Dél-Koreát, ami a sportág történetének legnagyobb arányú győzelme.

## Részt vevő csapatok
A következő csapatok vettek részt a 2019-es női vízilabda-világbajnokságon:
| Esemény                                | Helyszín                     | Kvóta | Csapat                                          |
| -------------------------------------- | ---------------------------- | ----- | ----------------------------------------------- |
| Rendező                                | -                            | 1     | Dél-Korea                                       |
| 2018-as női vízilabda-világliga        | Kunsan, 2018. június 2.      | 2     | Egyesült Államok · Hollandia                    |
| 2018-as női vízilabda-világkupa        | Szurgut, 2018. szeptember 9. | 4     | Oroszország · Ausztrália · Spanyolország · Kína |
| 2018-as női vízilabda-Európa-bajnokság | Barcelona, 2018. július      | 3     | Görögország · Magyarország · Olaszország        |
| Ázsia                                  |                              | 2     | Kazahsztán · Japán                              |
| Afrika                                 |                              | 1     | Dél-afrikai Köztársaság                         |
| Óceánia                                |                              | 1     | Új-Zéland                                       |
| UANA kupa                              | São Paulo, 2019. január      | 2     | Kanada · Kuba                                   |

## Sorsolás
A 16 csapatot négy kalapba sorolták. A sorsolást Zágrábban 2019. április 7-én a férfi Európa-kupa döntője alatt rendezték meg. A húzást Sandro Sukno és Petra Bukić végezte el.
| 1. kalap                                                    | 2. kalap                                | 3. kalap                                      | 4. kalap                                                 |
| ----------------------------------------------------------- | --------------------------------------- | --------------------------------------------- | -------------------------------------------------------- |
| Egyesült Államok · Oroszország · Spanyolország · Ausztrália | Hollandia · Kína · Görögország · Kanada | Kuba · Magyarország · Olaszország · Új-Zéland | Kazahsztán · Dél-Korea · Japán · Dél-afrikai Köztársaság |

## Lebonyolítás
A vb-n 16 ország válogatottja vett részt. A csapatokat 4 darab 4 csapatból álló csoportokba sorsolták. A csoportmérkőzések után a negyedik helyezettek a 13–16. helyért játszottk. Az első helyezettek közvetlenül az negyeddöntőbe, a második és harmadik helyezettek a nyolcaddöntőbe jutottak. A negyeddöntőtől egyenes kieséses rendszerben folytatódott a világbajnokság.

## Csoportkör
A mérkőzések kezdési időpontjai helyi idő szerint, zárójelben magyar idő szerint értendők.

### A csoport
| Hely. | Csapat                  | M | Gy | D | V | G+ | G– | Gk  | P | Továbbjutás                   |
| ----- | ----------------------- | - | -- | - | - | -- | -- | --- | - | ----------------------------- |
| 1.    | Egyesült Államok        | 3 | 3  | 0 | 0 | 60 | 13 | +47 | 6 | Továbbjutott a negyeddöntőbe  |
| 2.    | Hollandia               | 3 | 2  | 0 | 1 | 57 | 18 | +39 | 4 | Továbbjutott a nyolcaddöntőbe |
| 3.    | Új-Zéland               | 3 | 1  | 0 | 2 | 26 | 41 | −15 | 2 | Továbbjutott a nyolcaddöntőbe |
| 4.    | Dél-afrikai Köztársaság | 3 | 0  | 0 | 3 | 5  | 76 | −71 | 0 |                               |

| 2019. július 14. 8:30 (1:30) | Dél-afrikai Köztársaság | 0–33        | Hollandia       | Nambu University Grounds, Kvangdzsu Játékvezetők: Viktor Salnichenko (KAZ), Vej Ni-si (Wei Ni Shi) (CHN) |
| 2019. július 14. 8:30 (1:30) | (0–7, 0–10, 0–9, 0–7)   |             |                 | Nambu University Grounds, Kvangdzsu Játékvezetők: Viktor Salnichenko (KAZ), Vej Ni-si (Wei Ni Shi) (CHN) |
| 2019. július 14. 8:30 (1:30) |                         | Jegyzőkönyv | Van de Kraats 7 | Nambu University Grounds, Kvangdzsu Játékvezetők: Viktor Salnichenko (KAZ), Vej Ni-si (Wei Ni Shi) (CHN) |

| 2019. július 14. 9:50 (2:50) | Új-Zéland            | 3–22        | Egyesült Államok | Nambu University Grounds, Kvangdzsu Játékvezetők: Jaume Teixido (NZL), Stanko Ivanovski (MKD) |
| 2019. július 14. 9:50 (2:50) | (0–8, 1–4, 0–6, 2–4) |             |                  | Nambu University Grounds, Kvangdzsu Játékvezetők: Jaume Teixido (NZL), Stanko Ivanovski (MKD) |
| 2019. július 14. 9:50 (2:50) | Doyle 2              | Jegyzőkönyv | Haralabidis 5    | Nambu University Grounds, Kvangdzsu Játékvezetők: Jaume Teixido (NZL), Stanko Ivanovski (MKD) |

| 2019. július 16. 19:10 (12:10) | Egyesült Államok       | 12–9        | Hollandia | Nambu University Grounds, Kvangdzsu Játékvezetők: Sebastien Dervieux (FRA), Vojin Putniković (SRB) |
| 2019. július 16. 19:10 (12:10) | (3–2, 1–2, 4–3, 4–2)   |             |           | Nambu University Grounds, Kvangdzsu Játékvezetők: Sebastien Dervieux (FRA), Vojin Putniković (SRB) |
| 2019. július 16. 19:10 (12:10) | Musselman, Gilchrist 3 | Jegyzőkönyv | Keuning 2 | Nambu University Grounds, Kvangdzsu Játékvezetők: Sebastien Dervieux (FRA), Vojin Putniković (SRB) |

| 2019. július 16. 20:30 (13:30) | Dél-afrikai Köztársaság | 4–17        | Új-Zéland         | Nambu University Grounds, Kvangdzsu Játékvezetők: Alessandro Severo (ITA), Daniel Flahive (AUS) |
| 2019. július 16. 20:30 (13:30) | (0–6, 0–2, 2–6, 2–3)    |             |                   | Nambu University Grounds, Kvangdzsu Játékvezetők: Alessandro Severo (ITA), Daniel Flahive (AUS) |
| 2019. július 16. 20:30 (13:30) | Hallendorff 2           | Jegyzőkönyv | Doyle, McDowall 4 | Nambu University Grounds, Kvangdzsu Játékvezetők: Alessandro Severo (ITA), Daniel Flahive (AUS) |

| 2019. július 18. 16:30 (9:30) | Dél-afrikai Köztársaság | 1–26        | Egyesült Államok | Nambu University Grounds, Kvangdzsu Játékvezetők: Alessandro Severo (ITA), An Dzsinjong (An Jin-yong) (KOR) |
| 2019. július 18. 16:30 (9:30) | (0–7, 1–8, 0–6, 0–5)    |             |                  | Nambu University Grounds, Kvangdzsu Játékvezetők: Alessandro Severo (ITA), An Dzsinjong (An Jin-yong) (KOR) |
| 2019. július 18. 16:30 (9:30) | Meecham 1               | Jegyzőkönyv | Musselman 5      | Nambu University Grounds, Kvangdzsu Játékvezetők: Alessandro Severo (ITA), An Dzsinjong (An Jin-yong) (KOR) |

| 2019. július 18. 17:50 (10:50) | Új-Zéland            | 6–15        | Hollandia | Nambu University Grounds, Kvangdzsu Játékvezetők: Jaume Teixidó (ESP), Viktor Salnichenko (KAZ) |
| 2019. július 18. 17:50 (10:50) | (0–2, 3–4, 1–4, 2–5) |             |           | Nambu University Grounds, Kvangdzsu Játékvezetők: Jaume Teixidó (ESP), Viktor Salnichenko (KAZ) |
| 2019. július 18. 17:50 (10:50) | McDowall 3           | Jegyzőkönyv | Megens 5  | Nambu University Grounds, Kvangdzsu Játékvezetők: Jaume Teixidó (ESP), Viktor Salnichenko (KAZ) |

### B csoport
| Hely. | Csapat        | M | Gy | D | V | G+ | G–  | Gk   | P | Továbbjutás                   |
| ----- | ------------- | - | -- | - | - | -- | --- | ---- | - | ----------------------------- |
| 1.    | Oroszország   | 3 | 3  | 0 | 0 | 65 | 23  | +42  | 6 | Továbbjutott a negyeddöntőbe  |
| 2.    | Magyarország  | 3 | 2  | 0 | 1 | 91 | 31  | +60  | 4 | Továbbjutott a nyolcaddöntőbe |
| 3.    | Kanada        | 3 | 1  | 0 | 2 | 46 | 35  | +11  | 2 | Továbbjutott a nyolcaddöntőbe |
| 4.    | Dél-Korea (R) | 3 | 0  | 0 | 3 | 3  | 116 | −113 | 0 |                               |

| 2019. július 14. 11:10 (4:10) | Kanada               | 10–18       | Oroszország  | Nambu University Grounds, Kvangdzsu Játékvezetők: Alessandro Severo (ITA), Nenad Periš (CRO) |
| 2019. július 14. 11:10 (4:10) | (1–2, 2–5, 4–5, 3–6) |             |              | Nambu University Grounds, Kvangdzsu Játékvezetők: Alessandro Severo (ITA), Nenad Periš (CRO) |
| 2019. július 14. 11:10 (4:10) | Christmas 3          | Jegyzőkönyv | Prokofjeva 3 | Nambu University Grounds, Kvangdzsu Játékvezetők: Alessandro Severo (ITA), Nenad Periš (CRO) |

| 2019. július 14. 12:30 (5:30) | Magyarország             | 64–0        | Dél-Korea | Nambu University Grounds, Kvangdzsu Játékvezetők: Jeremy Cheng (SIN), John Waldow (NZL) |
| 2019. július 14. 12:30 (5:30) | (16–0, 18–0, 16–0, 14–0) |             |           | Nambu University Grounds, Kvangdzsu Játékvezetők: Jeremy Cheng (SIN), John Waldow (NZL) |
| 2019. július 14. 12:30 (5:30) | Parkes 11                | Jegyzőkönyv |           | Nambu University Grounds, Kvangdzsu Játékvezetők: Jeremy Cheng (SIN), John Waldow (NZL) |

| 2019. július 16. 8:30 (1:30) | Dél-Korea                      | 1–30        | Oroszország   | Nambu University Grounds, Kvangdzsu Játékvezetők: Jaume Teixidó (ESP), Dion Willis (RSA) |
| 2019. július 16. 8:30 (1:30) | (0–7, 0–9, 0–8, 1–6)           |             |               | Nambu University Grounds, Kvangdzsu Játékvezetők: Jaume Teixidó (ESP), Dion Willis (RSA) |
| 2019. július 16. 8:30 (1:30) | Kjong Daszul (Kyung Da-seul) 1 | Jegyzőkönyv | tíz játékos 3 | Nambu University Grounds, Kvangdzsu Játékvezetők: Jaume Teixidó (ESP), Dion Willis (RSA) |

| 2019. július 16. 9:50 (2:50) | Kanada                | 14–15       | Magyarország | Nambu University Grounds, Kvangdzsu Játékvezetők: Nenad Peris (CRO), Georgios Stavridis (GRE) |
| 2019. július 16. 9:50 (2:50) | (2–3, 4–5, 3–5, 5–2)  |             |              | Nambu University Grounds, Kvangdzsu Játékvezetők: Nenad Peris (CRO), Georgios Stavridis (GRE) |
| 2019. július 16. 9:50 (2:50) | E. Wright, Fournier 3 | Jegyzőkönyv | Keszthelyi 7 | Nambu University Grounds, Kvangdzsu Játékvezetők: Nenad Peris (CRO), Georgios Stavridis (GRE) |

| 2019. július 18. 19:10 (12:10) | Kanada                 | 22–2        | Dél-Korea                                                 | Nambu University Grounds, Kvangdzsu Játékvezetők: Michiel Zwart (NED), Michael Goldenberg (USA) |
| 2019. július 18. 19:10 (12:10) | (5–0, 6–0, 6–0, 5–2)   |             |                                                           | Nambu University Grounds, Kvangdzsu Játékvezetők: Michiel Zwart (NED), Michael Goldenberg (USA) |
| 2019. július 18. 19:10 (12:10) | Christmas, E. Wright 3 | Jegyzőkönyv | Kjong Daszul (Kyung Da-seul), I Dzsongun (Lee Jung-eun) 1 | Nambu University Grounds, Kvangdzsu Játékvezetők: Michiel Zwart (NED), Michael Goldenberg (USA) |

| 2019. július 18. 20:30 (13:30) | Magyarország         | 12–17       | Oroszország  | Nambu University Grounds, Kvangdzsu Játékvezetők: Vojin Putniković (SRB), Georgios Stavridis (GRE) |
| 2019. július 18. 20:30 (13:30) | (4–6, 3–5, 1–2, 4–4) |             |              | Nambu University Grounds, Kvangdzsu Játékvezetők: Vojin Putniković (SRB), Georgios Stavridis (GRE) |
| 2019. július 18. 20:30 (13:30) | Vályi 4              | Jegyzőkönyv | Bersznyeva 4 | Nambu University Grounds, Kvangdzsu Játékvezetők: Vojin Putniković (SRB), Georgios Stavridis (GRE) |

### C csoport
| Hely. | Csapat        | M | Gy | D | V | G+ | G– | Gk  | P | Továbbjutás                   |
| ----- | ------------- | - | -- | - | - | -- | -- | --- | - | ----------------------------- |
| 1.    | Spanyolország | 3 | 3  | 0 | 0 | 51 | 16 | +35 | 6 | Továbbjutott a negyeddöntőbe  |
| 2.    | Görögország   | 3 | 2  | 0 | 1 | 37 | 25 | +12 | 4 | Továbbjutott a nyolcaddöntőbe |
| 3.    | Kazahsztán    | 3 | 1  | 0 | 2 | 22 | 37 | −15 | 2 | Továbbjutott a nyolcaddöntőbe |
| 4.    | Kuba          | 3 | 0  | 0 | 3 | 16 | 48 | −32 | 0 |                               |

| 2019. július 14. 16:30 (9:30) | Kuba                 | 6–9         | Kazahsztán    | Nambu University Grounds, Kvangdzsu Játékvezetők: Adrian Alexandrescu (ROU), Dion Willis (RSA) |
| 2019. július 14. 16:30 (9:30) | (0–1, 3–1, 2–4, 1–3) |             |               | Nambu University Grounds, Kvangdzsu Játékvezetők: Adrian Alexandrescu (ROU), Dion Willis (RSA) |
| 2019. július 14. 16:30 (9:30) | Chávez 2             | Jegyzőkönyv | Myrzabekova 3 | Nambu University Grounds, Kvangdzsu Játékvezetők: Adrian Alexandrescu (ROU), Dion Willis (RSA) |

| 2019. július 14. 17:50 (10:50) | Görögország          | 4–14        | Spanyolország | Nambu University Grounds, Kvangdzsu Játékvezetők: Boris Margeta (SLO), Michiel Zwart (NED) |
| 2019. július 14. 17:50 (10:50) | (1–6, 2–2, 0–3, 1–3) |             |               | Nambu University Grounds, Kvangdzsu Játékvezetők: Boris Margeta (SLO), Michiel Zwart (NED) |
| 2019. július 14. 17:50 (10:50) | négy játékos 1       | Jegyzőkönyv | Tarragó 6     | Nambu University Grounds, Kvangdzsu Játékvezetők: Boris Margeta (SLO), Michiel Zwart (NED) |

| 2019. július 16. 11:10 (4:10) | Spanyolország        | 18–6        | Kazahsztán           | Nambu University Grounds, Kvangdzsu Játékvezetők: Germán Moller (ARG), Michiel Zwart (NED) |
| 2019. július 16. 11:10 (4:10) | (3–1, 7–3, 3–1, 5–1) |             |                      | Nambu University Grounds, Kvangdzsu Játékvezetők: Germán Moller (ARG), Michiel Zwart (NED) |
| 2019. július 16. 11:10 (4:10) | három játékos 3      | Jegyzőkönyv | Mirshina, Yeremina 2 | Nambu University Grounds, Kvangdzsu Játékvezetők: Germán Moller (ARG), Michiel Zwart (NED) |

| 2019. július 16. 12:30 (5:30) | Kuba                 | 4–20        | Görögország | Nambu University Grounds, Kvangdzsu Játékvezetők: Adrian Alexandrescu (ROU), Vej Ni-si (Wei Ni-shi) (CHN) |
| 2019. július 16. 12:30 (5:30) | (0–5, 3–6, 0–5, 1–4) |             |             | Nambu University Grounds, Kvangdzsu Játékvezetők: Adrian Alexandrescu (ROU), Vej Ni-si (Wei Ni-shi) (CHN) |
| 2019. július 16. 12:30 (5:30) | Carrasco 2           | Jegyzőkönyv | Avramidou 6 | Nambu University Grounds, Kvangdzsu Játékvezetők: Adrian Alexandrescu (ROU), Vej Ni-si (Wei Ni-shi) (CHN) |

| 2019. július 18. 8:30 (1:30) | Kuba                 | 6–19        | Spanyolország   | Nambu University Grounds, Kvangdzsu Játékvezetők: Germán Moller (ARG), Jeremy Cheng (SGP) |
| 2019. július 18. 8:30 (1:30) | (0–7, 1–6, 4–3, 1–3) |             |                 | Nambu University Grounds, Kvangdzsu Játékvezetők: Germán Moller (ARG), Jeremy Cheng (SGP) |
| 2019. július 18. 8:30 (1:30) | Bernal 3             | Jegyzőkönyv | García, Ortiz 4 | Nambu University Grounds, Kvangdzsu Játékvezetők: Germán Moller (ARG), Jeremy Cheng (SGP) |

| 2019. július 18. 9:50 (2:50) | Görögország          | 13–7        | Kazahsztán | Nambu University Grounds, Kvangdzsu Játékvezetők: Sebastien Dervieux (FRA), Adrian Alexandrescu (ROU) |
| 2019. július 18. 9:50 (2:50) | (4–1, 4–1, 1–3, 4–2) |             |            | Nambu University Grounds, Kvangdzsu Játékvezetők: Sebastien Dervieux (FRA), Adrian Alexandrescu (ROU) |
| 2019. július 18. 9:50 (2:50) | Xenaki 3             | Jegyzőkönyv | Zakirova 3 | Nambu University Grounds, Kvangdzsu Játékvezetők: Sebastien Dervieux (FRA), Adrian Alexandrescu (ROU) |

### D csoport
| Hely. | Csapat      | M | Gy | D | V | G+ | G– | Gk  | P | Továbbjutás                   |
| ----- | ----------- | - | -- | - | - | -- | -- | --- | - | ----------------------------- |
| 1.    | Olaszország | 3 | 3  | 0 | 0 | 33 | 22 | +11 | 6 | Továbbjutott a negyeddöntőbe  |
| 2.    | Ausztrália  | 3 | 2  | 0 | 1 | 32 | 29 | +3  | 4 | Továbbjutott a nyolcaddöntőbe |
| 3.    | Kína        | 3 | 1  | 0 | 2 | 26 | 34 | −8  | 2 | Továbbjutott a nyolcaddöntőbe |
| 4.    | Japán       | 3 | 0  | 0 | 3 | 20 | 26 | −6  | 0 |                               |

| 2019. július 14. 19:10 (12:10) | Japán                | 6–8         | Kína              | Nambu University Grounds, Kvangdzsu Játékvezetők: Várkonyi Gabriella (HUN), Michael Goldenberg (USA) |
| 2019. július 14. 19:10 (12:10) | (2–1, 1–1, 2–4, 1–2) |             |                   | Nambu University Grounds, Kvangdzsu Játékvezetők: Várkonyi Gabriella (HUN), Michael Goldenberg (USA) |
| 2019. július 14. 19:10 (12:10) | Arima 3              | Jegyzőkönyv | Csen, Vang Hsz. 2 | Nambu University Grounds, Kvangdzsu Játékvezetők: Várkonyi Gabriella (HUN), Michael Goldenberg (USA) |

| 2019. július 14. 20:30 (13:30) | Olaszország          | 10–9        | Ausztrália | Nambu University Grounds, Kvangdzsu Játékvezetők: Sebastien Dervieux (FRA), Germán Moller (ARG) |
| 2019. július 14. 20:30 (13:30) | (3–0, 3–2, 3–3, 1–4) |             |            | Nambu University Grounds, Kvangdzsu Játékvezetők: Sebastien Dervieux (FRA), Germán Moller (ARG) |
| 2019. július 14. 20:30 (13:30) | Garibotti 3          | Jegyzőkönyv | Webster 4  | Nambu University Grounds, Kvangdzsu Játékvezetők: Sebastien Dervieux (FRA), Germán Moller (ARG) |

| 2019. július 16. 16:30 (9:30) | Ausztrália           | 14–12       | Kína   | Nambu University Grounds, Kvangdzsu Játékvezetők: Viktor Salnichenko (KAZ), Michael Goldenberg (USA) |
| 2019. július 16. 16:30 (9:30) | (4–4, 5–3, 3–3, 2–2) |             |        | Nambu University Grounds, Kvangdzsu Játékvezetők: Viktor Salnichenko (KAZ), Michael Goldenberg (USA) |
| 2019. július 16. 16:30 (9:30) | Gofers, Webster 3    | Jegyzőkönyv | Zhao 4 | Nambu University Grounds, Kvangdzsu Játékvezetők: Viktor Salnichenko (KAZ), Michael Goldenberg (USA) |

| 2019. július 16. 17:50 (10:50) | Japán                | 7–9         | Olaszország | Nambu University Grounds, Kvangdzsu Játékvezetők: Várkonyi Gabriella (HUN), Arkagyij Vojevogyin (RUS) |
| 2019. július 16. 17:50 (10:50) | (2–3, 2–3, 1–1, 2–2) |             |             | Nambu University Grounds, Kvangdzsu Játékvezetők: Várkonyi Gabriella (HUN), Arkagyij Vojevogyin (RUS) |
| 2019. július 16. 17:50 (10:50) | Arima 3              | Jegyzőkönyv | Bianconi 5  | Nambu University Grounds, Kvangdzsu Játékvezetők: Várkonyi Gabriella (HUN), Arkagyij Vojevogyin (RUS) |

| 2019. július 18. 11:10 (4:10) | Japán                | 7–9         | Ausztrália | Nambu University Grounds, Kvangdzsu Játékvezetők: Várkonyi Gabriella (HUN), Stanko Ivanovski (MNE) |
| 2019. július 18. 11:10 (4:10) | (2–3, 2–1, 1–2, 2–3) |             |            | Nambu University Grounds, Kvangdzsu Játékvezetők: Várkonyi Gabriella (HUN), Stanko Ivanovski (MNE) |
| 2019. július 18. 11:10 (4:10) | három játékos 2      | Jegyzőkönyv | Buckling 3 | Nambu University Grounds, Kvangdzsu Játékvezetők: Várkonyi Gabriella (HUN), Stanko Ivanovski (MNE) |

| 2019. július 18. 12:30 (5:30) | Olaszország          | 14–6        | Kína      | Nambu University Grounds, Kvangdzsu Játékvezetők: Marie-Claude Deslieres (CAN), Nenad Periš (CRO) |
| 2019. július 18. 12:30 (5:30) | (5–1, 3–1, 4–2, 2–2) |             |           | Nambu University Grounds, Kvangdzsu Játékvezetők: Marie-Claude Deslieres (CAN), Nenad Periš (CRO) |
| 2019. július 18. 12:30 (5:30) | Garibotti, Tabani 3  | Jegyzőkönyv | Hsziung 2 | Nambu University Grounds, Kvangdzsu Játékvezetők: Marie-Claude Deslieres (CAN), Nenad Periš (CRO) |

## Egyenes kieséses szakasz
|  |               |               |               |            |                  |              |              |              |               |                  |                  |           |               |               |               |            |       |       |
|  | Nyolcaddöntők | Nyolcaddöntők | Nyolcaddöntők |            |                  | Negyeddöntők | Negyeddöntők | Negyeddöntők |               |                  | Elődöntők        | Elődöntők | Elődöntők     |               |               | Döntő      | Döntő | Döntő |
|  | Nyolcaddöntők | Nyolcaddöntők | Nyolcaddöntők |            |                  | Negyeddöntők | Negyeddöntők | Negyeddöntők |               |                  | Elődöntők        | Elődöntők | Elődöntők     |               |               | Döntő      | Döntő | Döntő |
|  | július 20.    | július 20.    | július 20.    | július 22. | július 22.       | július 22.   |              |              |               |                  |                  |           |               |               |               |            |       |       |
|  | július 20.    | július 20.    | július 20.    | július 22. | július 22.       | július 22.   |              |              |               |                  |                  |           |               |               |               |            |       |       |
|  | C2            | Görögország   | 12            | A1         | Egyesült Államok | 15           |              |              |               |                  |                  |           |               |               |               |            |       |       |
|  | C2            | Görögország   | 12            | A1         | Egyesült Államok | 15           | július 24.   |              |               |                  |                  |           |               |               |               |            |       |       |
|  | D3            | Kína          | 8             |            |                  |              | Görögország  | 5            |               |                  |                  |           |               |               |               |            |       |       |
|  | D3            | Kína          | 8             |            |                  |              | Görögország  | 5            |               | Egyesült Államok | Egyesült Államok | 7         |               |               |               |            |       |       |
|  | július 20.    | július 20.    | július 20.    | július 22. | július 22.       | július 22.   |              |              |               | Egyesült Államok | Egyesült Államok | 7         |               |               |               |            |       |       |
|  | július 20.    | július 20.    | július 20.    | július 22. | július 22.       | július 22.   |              |              | Ausztrália    | Ausztrália       | 2                |           |               |               |               |            |       |       |
|  | C3            | Kazahsztán    | 3             | B1         | Oroszország      | 7            |              |              | Ausztrália    | Ausztrália       | 2                |           |               |               |               |            |       |       |
|  | C3            | Kazahsztán    | 3             | B1         | Oroszország      | 7            |              | július 26.   |               |                  |                  |           |               |               |               |            |       |       |
|  | D2            | Ausztrália    | 13            |            |                  |              | Ausztrália   | 9            |               |                  |                  |           |               |               |               |            |       |       |
|  | D2            | Ausztrália    | 13            |            |                  |              | Ausztrália   | 9            |               | Egyesült Államok | Egyesült Államok | 11        |               |               |               |            |       |       |
|  | július 20.    | július 20.    | július 20.    | július 22. | július 22.       | július 22.   |              |              |               | Egyesült Államok | Egyesült Államok | 11        |               |               |               |            |       |       |
|  | július 20.    | július 20.    | július 20.    | július 22. | július 22.       | július 22.   |              |              | Spanyolország | Spanyolország    | 6                |           |               |               |               |            |       |       |
|  | A2            | Hollandia     | 5             | C1         | Spanyolország    | 12           |              |              |               | Spanyolország    | 6                |           |               |               |               |            |       |       |
|  | A2            | Hollandia     | 5             | C1         | Spanyolország    | 12           | július 24.   |              |               |                  |                  |           |               |               |               |            |       |       |
|  | B3            | Kanada        | 4             |            |                  |              | Hollandia    | 8            |               |                  |                  |           |               |               |               |            |       |       |
|  | B3            | Kanada        | 4             |            |                  |              | Hollandia    | 8            |               | Spanyolország    | Spanyolország    | 16        | Bronzmérkőzés | Bronzmérkőzés | Bronzmérkőzés |            |       |       |
|  | július 20.    | július 20.    | július 20.    | július 22. | július 22.       | július 22.   |              |              |               | Spanyolország    | Spanyolország    | 16        | Bronzmérkőzés | Bronzmérkőzés | Bronzmérkőzés |            |       |       |
|  | július 20.    | július 20.    | július 20.    | július 22. | július 22.       | július 22.   |              |              | Magyarország  | Magyarország     | 10               |           |               | július 26.    | július 26.    | július 26. |       |       |
|  | A3            | Új-Zéland     | 6             | D1         | Olaszország      | 6            |              |              | Magyarország  | Magyarország     | 10               |           |               | július 26.    | július 26.    | július 26. |       |       |
|  | A3            | Új-Zéland     | 6             | D1         | Olaszország      | 6            |              |              |               |                  |                  |           |               | Ausztrália    | Ausztrália    | 10         |       |       |
|  | B2            | Magyarország  | 17            |            |                  |              | Magyarország | 7            |               |                  |                  |           |               | Ausztrália    | Ausztrália    | 10         |       |       |
|  | B2            | Magyarország  | 17            |            |                  |              | Magyarország | 7            |               | Magyarország     | Magyarország     | 9         |               |               |               |            |       |       |
|  |               |               |               |            |                  |              |              |              |               | Magyarország     | Magyarország     | 9         |               |               |               |            |       |       |

### Nyolcaddöntők
| 2019. július 20. 14:00 (7:00) | Hollandia            | 5–4         | Kanada      | Nambu University Grounds, Kvangdzsu Játékvezetők: Frank Ohme (GER), Stanko Ivanovski (MNE) |
| 2019. július 20. 14:00 (7:00) | (0–0, 4–2, 0–1, 1–1) |             |             | Nambu University Grounds, Kvangdzsu Játékvezetők: Frank Ohme (GER), Stanko Ivanovski (MNE) |
| 2019. július 20. 14:00 (7:00) | Megens 2             | Jegyzőkönyv | E. Wright 2 | Nambu University Grounds, Kvangdzsu Játékvezetők: Frank Ohme (GER), Stanko Ivanovski (MNE) |

| 2019. július 20. 15:30 (8:30) | Új-Zéland            | 6–17        | Magyarország | Nambu University Grounds, Kvangdzsu Játékvezetők: Natacha Florestano (BRA), Juan Menéndez (CUB) |
| 2019. július 20. 15:30 (8:30) | (2–4, 1–4, 1–4, 2–5) |             |              | Nambu University Grounds, Kvangdzsu Játékvezetők: Natacha Florestano (BRA), Juan Menéndez (CUB) |
| 2019. július 20. 15:30 (8:30) | Houghton, McDowall 2 | Jegyzőkönyv | Keszthelyi 4 | Nambu University Grounds, Kvangdzsu Játékvezetők: Natacha Florestano (BRA), Juan Menéndez (CUB) |

| 2019. július 20. 17:00 (10:00) | Görögország          | 12–8        | Kína   | Nambu University Grounds, Kvangdzsu Játékvezetők: Nenad Periš (CRO), Dion Willis (RSA) |
| 2019. július 20. 17:00 (10:00) | (4–1, 2–2, 4–4, 2–1) |             |        | Nambu University Grounds, Kvangdzsu Játékvezetők: Nenad Periš (CRO), Dion Willis (RSA) |
| 2019. július 20. 17:00 (10:00) | Plevritou 3          | Jegyzőkönyv | Csao 4 | Nambu University Grounds, Kvangdzsu Játékvezetők: Nenad Periš (CRO), Dion Willis (RSA) |

| 2019. július 20. 18:30 (11:30) | Kazahsztán           | 3–13        | Ausztrália | Nambu University Grounds, Kvangdzsu Játékvezetők: Vojin Putniković (SRB), Marie-Claude Deslieres (CAN) |
| 2019. július 20. 18:30 (11:30) | (0–4, 1–2, 2–3, 0–4) |             |            | Nambu University Grounds, Kvangdzsu Játékvezetők: Vojin Putniković (SRB), Marie-Claude Deslieres (CAN) |
| 2019. július 20. 18:30 (11:30) | Myrzabekova 2        | Jegyzőkönyv | Halligan 4 | Nambu University Grounds, Kvangdzsu Játékvezetők: Vojin Putniković (SRB), Marie-Claude Deslieres (CAN) |

### Negyeddöntők
| 2019. július 22. 14:00 (7:00) | Egyesült Államok     | 15–5        | Görögország             | Nambu University Grounds, Kvangdzsu Játékvezetők: Várkonyi Gabriella (HUN), Jaume Teixidó (ESP) |
| 2019. július 22. 14:00 (7:00) | (4–0, 4–2, 2–2, 5–1) |             |                         | Nambu University Grounds, Kvangdzsu Játékvezetők: Várkonyi Gabriella (HUN), Jaume Teixidó (ESP) |
| 2019. július 22. 14:00 (7:00) | Musselman 4          | Jegyzőkönyv | Eleftheriadou, Xenaki 2 | Nambu University Grounds, Kvangdzsu Játékvezetők: Várkonyi Gabriella (HUN), Jaume Teixidó (ESP) |

| 2019. július 22. 15:30 (8:30) | Oroszország          | 7–9         | Ausztrália | Nambu University Grounds, Kvangdzsu Játékvezetők: Alessandro Severo (ITA), Adrian Alexandrescu (ROU) |
| 2019. július 22. 15:30 (8:30) | (1–2, 0–2, 3–2, 3–3) |             |            | Nambu University Grounds, Kvangdzsu Játékvezetők: Alessandro Severo (ITA), Adrian Alexandrescu (ROU) |
| 2019. július 22. 15:30 (8:30) | Karimova 2           | Jegyzőkönyv | Webster 3  | Nambu University Grounds, Kvangdzsu Játékvezetők: Alessandro Severo (ITA), Adrian Alexandrescu (ROU) |

| 2019. július 22. 17:00 (10:00) | Spanyolország        | 12–8        | Hollandia       | Nambu University Grounds, Kvangdzsu Játékvezetők: Marie-Claude Deslieres (CAN), Nenad Peris (CRO) |
| 2019. július 22. 17:00 (10:00) | (6–1, 2–3, 2–1, 2–3) |             |                 | Nambu University Grounds, Kvangdzsu Játékvezetők: Marie-Claude Deslieres (CAN), Nenad Peris (CRO) |
| 2019. július 22. 17:00 (10:00) | A. Espar, García 4   | Jegyzőkönyv | van der Sloot 3 | Nambu University Grounds, Kvangdzsu Játékvezetők: Marie-Claude Deslieres (CAN), Nenad Peris (CRO) |

| 2019. július 22. 18:30 (11:30) | Olaszország          | 6–7         | Magyarország          | Nambu University Grounds, Kvangdzsu Játékvezetők: Boris Margeta (SLO), Vojin Putniković (SRB) |
| 2019. július 22. 18:30 (11:30) | (2–4, 2–1, 1–1, 1–1) |             |                       | Nambu University Grounds, Kvangdzsu Játékvezetők: Boris Margeta (SLO), Vojin Putniković (SRB) |
| 2019. július 22. 18:30 (11:30) | hat játékos 1        | Jegyzőkönyv | Gurisatti, Leimeter 2 | Nambu University Grounds, Kvangdzsu Játékvezetők: Boris Margeta (SLO), Vojin Putniković (SRB) |

### A 13–16. helyért
| 2019. július 20. 10:30 (3:30) | Dél-afrikai Köztársaság | 26–3        | Dél-Korea       | Nambu University Grounds, Kvangdzsu Játékvezetők: Arkadiy Voevodin (RUS), Szató Kunihiro (JPN) |
| 2019. július 20. 10:30 (3:30) | (7–1, 4–0, 7–1, 8–1)    |             |                 | Nambu University Grounds, Kvangdzsu Játékvezetők: Arkadiy Voevodin (RUS), Szató Kunihiro (JPN) |
| 2019. július 20. 10:30 (3:30) | három játékos 4         | Jegyzőkönyv | három játékos 1 | Nambu University Grounds, Kvangdzsu Játékvezetők: Arkadiy Voevodin (RUS), Szató Kunihiro (JPN) |

| 2019. július 20. 12:00 (5:00) | Kuba                 | 9–21        | Japán   | Nambu University Grounds, Kvangdzsu Játékvezetők: Várkonyi Gabriella (HUN), John Waldow (NZL) |
| 2019. július 20. 12:00 (5:00) | (3–6, 2–6, 2–4, 2–5) |             |         | Nambu University Grounds, Kvangdzsu Játékvezetők: Várkonyi Gabriella (HUN), John Waldow (NZL) |
| 2019. július 20. 12:00 (5:00) | Bernal 3             | Jegyzőkönyv | Arima 5 | Nambu University Grounds, Kvangdzsu Játékvezetők: Várkonyi Gabriella (HUN), John Waldow (NZL) |

### A 9–12. helyért
| 2019. július 22. 11:00 (4:00) | Kanada               | 10–10       | Kína    | Nambu University Grounds, Kvangdzsu Játékvezetők: Frank Ohme (GER), Daniel Flahive (AUS) |
| 2019. július 22. 11:00 (4:00) | (4–4, 3–4, 1–1, 2–1) |             |         | Nambu University Grounds, Kvangdzsu Játékvezetők: Frank Ohme (GER), Daniel Flahive (AUS) |
| 2019. július 22. 11:00 (4:00) | Christmas 3          | Jegyzőkönyv | Csang 4 | Nambu University Grounds, Kvangdzsu Játékvezetők: Frank Ohme (GER), Daniel Flahive (AUS) |
| 2019. július 22. 11:00 (4:00) | Büntetőpárbaj:       |             |         | Nambu University Grounds, Kvangdzsu Játékvezetők: Frank Ohme (GER), Daniel Flahive (AUS) |
| 2019. július 22. 11:00 (4:00) | 7–6                  |             |         | Nambu University Grounds, Kvangdzsu Játékvezetők: Frank Ohme (GER), Daniel Flahive (AUS) |

| 2019. július 22. 12:30 (5:30) | Új-Zéland            | 10–10       | Kazahsztán | Nambu University Grounds, Kvangdzsu Játékvezetők: Dion Willis (RSA), Georgios Stavridis (GRE) |
| 2019. július 22. 12:30 (5:30) | (3–6, 3–2, 2–0, 2–2) |             |            | Nambu University Grounds, Kvangdzsu Játékvezetők: Dion Willis (RSA), Georgios Stavridis (GRE) |
| 2019. július 22. 12:30 (5:30) | Doyle 4              | Jegyzőkönyv | Mirshina 4 | Nambu University Grounds, Kvangdzsu Játékvezetők: Dion Willis (RSA), Georgios Stavridis (GRE) |
| 2019. július 22. 12:30 (5:30) | Büntetőpárbaj:       |             |            | Nambu University Grounds, Kvangdzsu Játékvezetők: Dion Willis (RSA), Georgios Stavridis (GRE) |
| 2019. július 22. 12:30 (5:30) | 2–4                  |             |            | Nambu University Grounds, Kvangdzsu Játékvezetők: Dion Willis (RSA), Georgios Stavridis (GRE) |

### Az 5–8. helyért
| 2019. július 24. 14:00 (7:00) | Görögország          | 4–13        | Oroszország            | Nambu University Grounds, Kvangdzsu Játékvezetők: Stanko Ivanovski (MNE), Jaume Teixidó (ESP) |
| 2019. július 24. 14:00 (7:00) | (0–2, 1–2, 2–4, 1–5) |             |                        | Nambu University Grounds, Kvangdzsu Játékvezetők: Stanko Ivanovski (MNE), Jaume Teixidó (ESP) |
| 2019. július 24. 14:00 (7:00) | Plevritou 2          | Jegyzőkönyv | Bersznyeva, Karimova 3 | Nambu University Grounds, Kvangdzsu Játékvezetők: Stanko Ivanovski (MNE), Jaume Teixidó (ESP) |

| 2019. július 24. 15:30 (8:30) | Hollandia            | 5–10        | Olaszország | Nambu University Grounds, Kvangdzsu Játékvezetők: Frank Ohme (GER), Marie-Claude Deslieres (CAN) |
| 2019. július 24. 15:30 (8:30) | (1–3, 2–3, 1–2, 1–2) |             |             | Nambu University Grounds, Kvangdzsu Játékvezetők: Frank Ohme (GER), Marie-Claude Deslieres (CAN) |
| 2019. július 24. 15:30 (8:30) | Megens 3             | Jegyzőkönyv | Avegno 4    | Nambu University Grounds, Kvangdzsu Játékvezetők: Frank Ohme (GER), Marie-Claude Deslieres (CAN) |

### Elődöntők
| 2019. július 24. 17:00 (10:00) | Egyesült Államok     | 7–2         | Ausztrália          | Nambu University Grounds, Kvangdzsu Játékvezetők: Nenad Peris (CRO), Adrian Alexandrescu (ROU) |
| 2019. július 24. 17:00 (10:00) | (3–0, 2–0, 1–1, 1–1) |             |                     | Nambu University Grounds, Kvangdzsu Játékvezetők: Nenad Peris (CRO), Adrian Alexandrescu (ROU) |
| 2019. július 24. 17:00 (10:00) | három játékos 2      | Jegyzőkönyv | Halligan, Webster 1 | Nambu University Grounds, Kvangdzsu Játékvezetők: Nenad Peris (CRO), Adrian Alexandrescu (ROU) |

| 2019. július 24. 18:30 (11:30) | Spanyolország        | 16–10       | Magyarország | Nambu University Grounds, Kvangdzsu Játékvezetők: Georgios Stavridis (GRE), Boris Margeta (SLO) |
| 2019. július 24. 18:30 (11:30) | (5–3, 5–5, 4–1, 2–1) |             |              | Nambu University Grounds, Kvangdzsu Játékvezetők: Georgios Stavridis (GRE), Boris Margeta (SLO) |
| 2019. július 24. 18:30 (11:30) | Tarragó, Forca 4     | Jegyzőkönyv | Leimeter 4   | Nambu University Grounds, Kvangdzsu Játékvezetők: Georgios Stavridis (GRE), Boris Margeta (SLO) |

### A 15. helyért
| 2019. július 22. 8:00 (1:00) | Dél-Korea            | 0–30        | Kuba           | Nambu University Grounds, Kvangdzsu Játékvezetők: Natacha Florestano (BRA), Viktor Salnichenko (KAZ) |
| 2019. július 22. 8:00 (1:00) | (0–8, 0–9, 0–6, 0–7) |             |                | Nambu University Grounds, Kvangdzsu Játékvezetők: Natacha Florestano (BRA), Viktor Salnichenko (KAZ) |
| 2019. július 22. 8:00 (1:00) |                      | Jegyzőkönyv | négy játékos 5 | Nambu University Grounds, Kvangdzsu Játékvezetők: Natacha Florestano (BRA), Viktor Salnichenko (KAZ) |

### A 13. helyért
| 2019. július 22. 9:30 (2:30) | Dél-afrikai Köztársaság | 2–21        | Japán   | Nambu University Grounds, Kvangdzsu Játékvezetők: John Waldow (NZL), Vej Ni-si (Wei Ni-shi) (CHN) |
| 2019. július 22. 9:30 (2:30) | (0–4, 1–4, 1–6, 0–7)    |             |         | Nambu University Grounds, Kvangdzsu Játékvezetők: John Waldow (NZL), Vej Ni-si (Wei Ni-shi) (CHN) |
| 2019. július 22. 9:30 (2:30) | Moir, Hallendorff 1     | Jegyzőkönyv | Arima 5 | Nambu University Grounds, Kvangdzsu Játékvezetők: John Waldow (NZL), Vej Ni-si (Wei Ni-shi) (CHN) |

### A 11. helyért
| 2019. július 24. 9:30 (2:30) | Kína                 | 14–12       | Új-Zéland            | Nambu University Grounds, Kvangdzsu Játékvezetők: Natacha Florestano (BRA), Jeremy Cheng (SGP) |
| 2019. július 24. 9:30 (2:30) | (4–2, 3–2, 4–2, 3–6) |             |                      | Nambu University Grounds, Kvangdzsu Játékvezetők: Natacha Florestano (BRA), Jeremy Cheng (SGP) |
| 2019. július 24. 9:30 (2:30) | Csang 3              | Jegyzőkönyv | McDowall, Houghton 4 | Nambu University Grounds, Kvangdzsu Játékvezetők: Natacha Florestano (BRA), Jeremy Cheng (SGP) |

### A 9. helyért
| 2019. július 24. 11:00 (4:00) | Kanada               | 24–7        | Kazahsztán       | Nambu University Grounds, Kvangdzsu Játékvezetők: Sebastien Dervieux (FRA), Dion Willis (RSA) |
| 2019. július 24. 11:00 (4:00) | (7–3, 5–1, 4–1, 8–2) |             |                  | Nambu University Grounds, Kvangdzsu Játékvezetők: Sebastien Dervieux (FRA), Dion Willis (RSA) |
| 2019. július 24. 11:00 (4:00) | Békhazi 5            | Jegyzőkönyv | Roga, Mirshina 2 | Nambu University Grounds, Kvangdzsu Játékvezetők: Sebastien Dervieux (FRA), Dion Willis (RSA) |

### A 7. helyért
| 2019. július 26. 14:00 (7:00) | Görögország          | 9–11        | Hollandia         | Nambu University Grounds, Kvangdzsu Játékvezetők: Germán Moller (ARG), Alessandro Severo (ITA) |
| 2019. július 26. 14:00 (7:00) | (2–1, 1–5, 6–4, 0–1) |             |                   | Nambu University Grounds, Kvangdzsu Játékvezetők: Germán Moller (ARG), Alessandro Severo (ITA) |
| 2019. július 26. 14:00 (7:00) | Kotsia 3             | Jegyzőkönyv | Megens, Keuning 3 | Nambu University Grounds, Kvangdzsu Játékvezetők: Germán Moller (ARG), Alessandro Severo (ITA) |

### Az 5. helyért
| 2019. július 26. 15:30 (8:30) | Oroszország          | 10–9        | Olaszország           | Nambu University Grounds, Kvangdzsu Játékvezetők: Várkonyi Gabriella (HUN), Sebastien Dervieux (FRA) |
| 2019. július 26. 15:30 (8:30) | (3–3, 1–2, 5–2, 1–2) |             |                       | Nambu University Grounds, Kvangdzsu Játékvezetők: Várkonyi Gabriella (HUN), Sebastien Dervieux (FRA) |
| 2019. július 26. 15:30 (8:30) | három játékos 2      | Jegyzőkönyv | Bianconi, Chiappini 3 | Nambu University Grounds, Kvangdzsu Játékvezetők: Várkonyi Gabriella (HUN), Sebastien Dervieux (FRA) |

### Bronzmérkőzés
| 2019. július 26. 17:00 (10:00) | Ausztrália           | 10–9        | Magyarország | Nambu University Grounds, Kvangdzsu Játékvezetők: Marie-Claude Deslieres (CAN), Jaume Teixidó (ESP) |
| 2019. július 26. 17:00 (10:00) | (3–3, 4–3, 1–1, 2–2) |             |              | Nambu University Grounds, Kvangdzsu Játékvezetők: Marie-Claude Deslieres (CAN), Jaume Teixidó (ESP) |
| 2019. július 26. 17:00 (10:00) | Arancini 3           | Jegyzőkönyv | Keszthelyi 3 | Nambu University Grounds, Kvangdzsu Játékvezetők: Marie-Claude Deslieres (CAN), Jaume Teixidó (ESP) |

### Döntő
| 2019. július 26. 18:30 (11:30) | Egyesült Államok     | 11–6        | Spanyolország | Nambu University Grounds, Kvangdzsu Játékvezetők: Michiel Zwart (NED), Nenad Peris (CRO) |
| 2019. július 26. 18:30 (11:30) | (3–1, 2–2, 4–0, 2–3) |             |               | Nambu University Grounds, Kvangdzsu Játékvezetők: Michiel Zwart (NED), Nenad Peris (CRO) |
| 2019. július 26. 18:30 (11:30) | Neushul 3            | Jegyzőkönyv | Tarragó 3     | Nambu University Grounds, Kvangdzsu Játékvezetők: Michiel Zwart (NED), Nenad Peris (CRO) |

| A 2019-es női vízilabda-világbajnokság győztese |
| ----------------------------------------------- |
| · Egyesült Államok · 6. cím                     |

## Végeredmény
Magyarország és a hazai csapat eltérő háttérszínnel kiemelve.
| Helyezés | Csapat                  |
| -------- | ----------------------- |
| Arany    | Egyesült Államok        |
| Ezüst    | Spanyolország           |
| Bronz    | Ausztrália              |
| 4.       | Magyarország            |
|          |                         |
| 5.       | Oroszország             |
| 6.       | Olaszország             |
| 7.       | Hollandia               |
| 8.       | Görögország             |
|          |                         |
| 9.       | Kanada                  |
| 10.      | Kazahsztán              |
| 11.      | Kína                    |
| 12.      | Új-Zéland               |
|          |                         |
| 13.      | Japán                   |
| 14.      | Dél-afrikai Köztársaság |
| 15.      | Kuba                    |
| 16.      | Dél-Korea               |

## Díjak
A világbajnokság után a következő díjakat osztották ki:
| Gólkirály - Keszthelyi Rita – 24 gól MVP - Roser Tarragó Legjobb kapus - Laura Ester | All-Star csapat - Laura Ester – kapus - Aria Fischer – center - Stephania Haralabidis - Keszthelyi Rita - Maud Megens - Aljona Szerzsantova - Roser Tarragó |